# Nakaba Suzuki
Nakaba Suzuki (鈴木央, Suzuki Nakaba; nascut el 8 de febrer del 1977 a Sukagawa, Japó) és un mangaka. Ha publicat a la Weekly Shōnen Jump de Shueisha, a la Shōnen Sunday de Shogakukan i a la Weekly Shōnen Magazine de Kodansha. Va debutar el 1994 amb "Revenge".

## Obres
- Rising Impact (ライジングインパクト) (1998-2002) (Weekly Shōnen Jump)
- Ultra Red (2002–2003) (Weekly Shōnen Jump)
- Boku to Kimi no Aida Ni (僕と君の間に) (2004–2006) (Ultra Jump)
- Blizzard Axel (ブリザードアクセル) (2005–2007) (Shonen Sunday)
- Kongō Banjō (金剛番長) (2007–2010) (Shonen Sunday)
- Nanatsu no Taizai (七つの大罪) (2012-) (Weekly Shōnen Magazine)